# Marcas de la Copa América
La Copa América es un torneo internacional de fútbol masculino a nivel de selecciones más importante de Sudamérica. Es realizado en dicho continente y se disputó por primera vez en 1916 en Argentina.
En total se disputaron 45 torneos, de los cuales lo han conseguido solo 8 países, liderando la lista Uruguay con quince títulos, seguido por Argentina con catorce títulos, seguido Brasil con ocho títulos, seguidos por Paraguay y Chile y Perú con dos títulos, y seguidos finalmente por Colombia y Bolivia con un título.
La Copa América es uno de los tres eventos futbolísticos más importantes a nivel de selecciones, junto a la Copa Mundial de Fútbol y la Eurocopa. Para la Copa América 2007 se estimó una audiencia de 530 000 000 de personas en América Latina y a nivel mundial una audiencia acumulada de 4 000 000 000 de personas pertenecientes a los 185 países en que el evento fue retransmitido.
A lo largo de la historia de este torneo, se han establecido diversas marcas, tanto por los eventos en sí, como por los equipos y jugadores participantes.

## Marcas

### General
- Selección con más participaciones:  Uruguay con 43.
- Selección con menos participaciones:  Honduras,  Haití y  Panamá con 1 (c/u).
- Selección con más títulos:  Uruguay con 15.
- Selección con más finales disputadas:  Brasil con 11.
- Selección con menos finales disputadas:  Perú y  Bolivia con 1 (c/u).
- Selección con más subtítulos:  Argentina con 14.
- Selección con más terceros lugares:  Uruguay con 9.
- Selección con más cuartos lugares:  Chile con 10.
- Selección con más partidos jugados:  Uruguay con 197.
- Selección con menos partidos jugados:  Japón,  Haití y  Panamá con 3 (c/u).
- Selección con más partidos ganados:  Argentina con 119.
- Selección con menos partidos ganados:  Japón,  Jamaica y  Haití con 0 (c/u).
- Selección con más partidos empatados:  Argentina y  Paraguay con 39 (c/u).
- Selección con menos partidos empatados:  Jamaica,  Haití y  Panamá
- Selección con más partidos perdidos:  Chile con 82
- Selección con menos partidos perdidos:  Japón,  Honduras y  Panamá con 2 (c/u).
- Selección con más goles a favor:  Argentina con 455.
- Selección con menos goles a favor:  Jamaica con 1.
- Selección con más goles en contra:  Ecuador con 311.
- Selección con menos goles en contra:  Honduras con 5.
- Selección con diferencia de gol:  Argentina con +282.
- Selección con peor diferencia de gol:  Ecuador con –184.
- Selección con más puntos:  Argentina con 396.
- Selección con menos puntos:  Jamaica y  Haití con 0.

### En un torneo
- Más partidos ganados:  Brasil con 7 en 1949.

### Rachas
- Selección con más títulos consecutivos:  Argentina con 3 en 1945, 1946 y 1947.
- Selección con más finales consecutivas:  Brasil con 3 en 1995, 1997 y 1999.
- Selección con más subcampeonatos consecutivos:  Argentina (1916-1917 / 1923-1924 / 2004-2007 / 2015-2016),  Uruguay (1939-1941),  Brasil (1945-1946 / 1957-1959-I),  Paraguay (1947-1949) y  Chile (1955-1956) con 2 (c/u).

### Goles
- Primer gol anotado: José Piendibene ( Uruguay) en 1916
- Último gol anotado (hasta el 10 de julio de 2021): Ángel Di María ( Argentina) en 2021
- Primer gol de penal: Juan Domingo Brown ( Argentina) en 1916
- Primer autogol anotado: Luis García ( Chile) en 1917 ante  Argentina
- Más penales errados: Martín Palermo con 3 ( Argentina) en 1999 contra  Colombia
- Más goles anotados:  Norberto Méndez ( Argentina) y Zizinho ( Brasil) con 17 (c/u).

## Marcas de las sedes
- País con más partidos jugados en él:  Argentina con 121.
- País que más veces fue sede del torneo:  Argentina con 9
- País que fue sede en más de una ocasión:  Argentina con 9,  Uruguay y  Chile con 7 (c/u),  Perú con 6,  Brasil con 4,  Ecuador y  Sin sede fija con 3 (c/u), y  Bolivia con 2.

- Datos: Q5995446